# Anomala floridana
Anomala floridana är en skalbaggsart som beskrevs av Robinson 1941. Anomala floridana ingår i släktet Anomala och familjen Rutelidae. Inga underarter finns listade i Catalogue of Life.